# Erster Kindergarten der Vereinigten Staaten

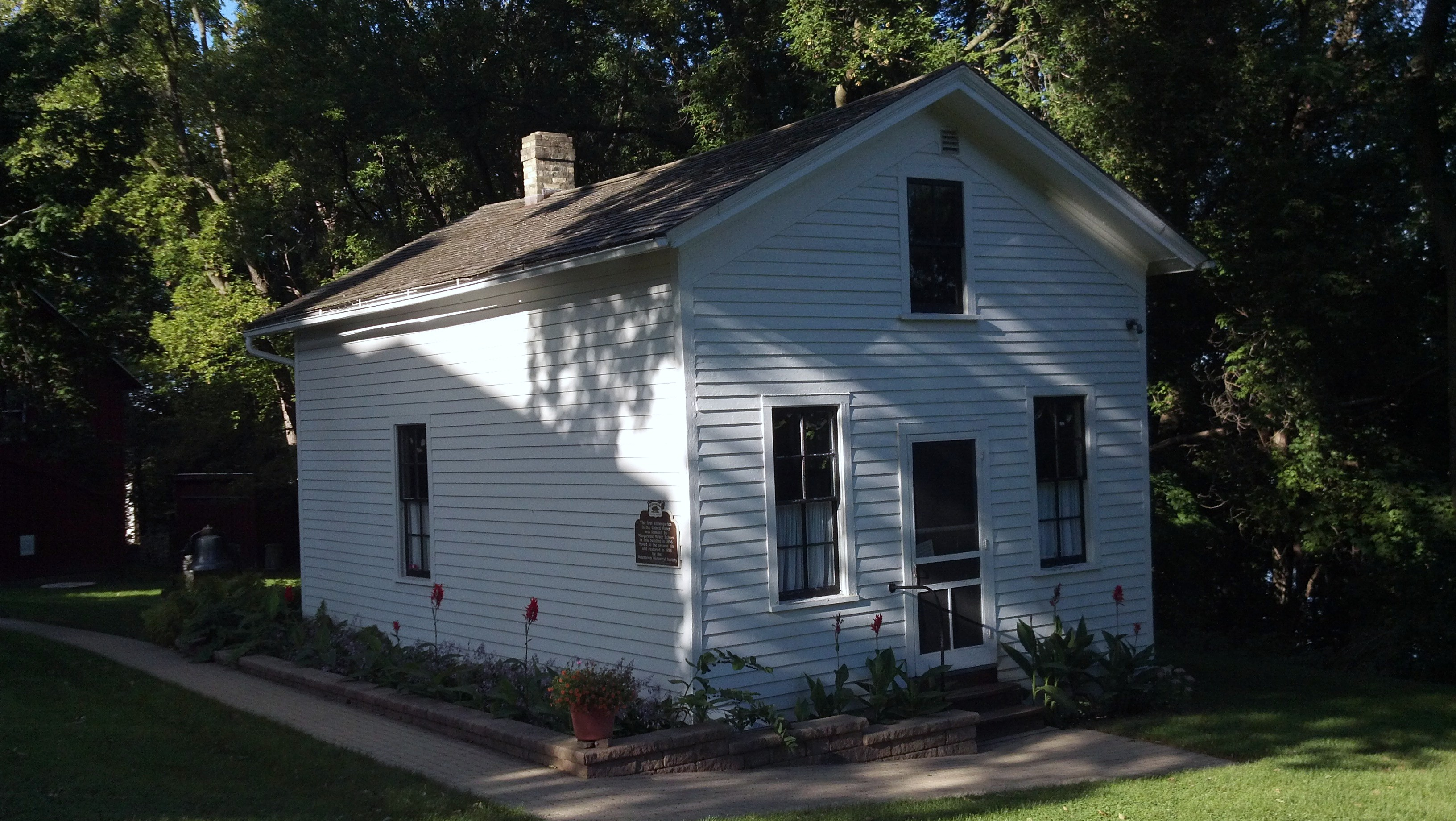
Der erste Kindergarten der USA

Der erste Kindergarten (First Kindergarten) in Watertown, Wisconsin, ist der erste in den USA gegründete Kindergarten.

## Geschichte
Im Haus 919 Charles Street in Watertown wurde 1856 der erste Kindergarten der Vereinigten Staaten von Amerika eröffnet.
In ihrem Wohnhaus betreute Margarethe Schurz anfangs ihre eigene Tochter und vier Neffen und Nichten. Als weitere Kinder hinzukamen, eröffnete sie eine Schule im Haus. 1956 wurde das Gebäude von der Watertown Historical Society restauriert und beherbergt heute ein Museum. Das Haus wurde 1972 in das Nationale Register historischer Plätze aufgenommen.